# 축복기도
축복기도(Benediction)는 기독교에서 성직자가 성 삼위일체 하느님의 이름으로 교우들을 축복하는 예식이다. 그리스도인을 세상에 보내는 파송예식의 일부이다. 간단히 축도로도 표현한다.

## 각 기독교교파별 축복기도 내용

### 로마 가톨릭 교회
사제가 앞서 "전능하신 천주 성부, 성자, 성령께서는 여기 모인 모든 이에게 (또는 "우리에게") 강복하소서."라고 말하면 신자들이 따라 "아멘"이라고 후창한다.

### 성공회
사제가 앞서 "전능하신 하느님 성부와 성자와 성령은 여러분에게 강복하소서."라고 말하면 신자들이 따라 "아멘"이라고 후창한다.

### 개신교
교단이 다양하며 정해진 기도문은 없으나, 고린도후서 13장 13절에 근거하여, 하나님(성부), 예수 그리스도(성자), 성령의 이름으로 축복기도를 한다. 
- 이제는 예수 그리스도의 은혜와 아버지 하나님의 무한하신 사랑과 성령의 감화하시고 도우심이 여기 모인 이들에게 영원 무궁토록 함께 있을지어다. 아멘